# NGC 7696
NGC 7696 је спирална галаксија у сазвежђу Рибе која се налази на NGC листи објеката дубоког неба.
Деклинација објекта је + 4° 52' 17" а ректасцензија 23h 33m 50,2s. Привидна величина (магнитуда) објекта NGC 7696 износи 13,9 а фотографска магнитуда 14,7. NGC 7696 је још познат и под ознакама MCG 1-60-4, CGCG 407-10, PGC 71757.